# Terma Bukowina Tatrzańska
Die Terma Bukowina Tatrzańska, auch Terma Bukowina oder Termy Bukovina genannt, ist ein im Jahr 2002 eröffnetes Thermalbad in Bukowina Tatrzańska am Fuße der polnischen Hohen Tatra am Rande des Tatra-Nationalparks in der Woiwodschaft Kleinpolen und dem Powiat Tatrzański. Es ist das größte Thermalbad Europas und liegt ungefähr zehn Kilometer östlich vom Stadtzentrum von Zakopane.

## Beschreibung
Die Region Podhale am Fuße der Tatra ist reich an Thermalquellen. Hier ist das Vorkommen von Thermalquellen am dichtesten in Polen und mit am dichtesten in Europa. Die unterirdischen Thermalgewässer reichen von Podhale bis in die Slowakei und nach Budapest in Ungarn. Die Nutzung der Thermalquellen in Polen hat jedoch erst am Anfang des 21. Jahrhunderts begonnen. Die Terma Bukowina Tatrzańska ist eine der vielen Thermen, die in den letzten Jahren in Podhale entstanden sind.
Die Gesamtfläche der Wasserbecken beträgt 1885 m² und ihr Volumen 2260 m³. Die Wassertemperatur schwankt je nach Becken zwischen 28 und 36 °C.
Das mineralhaltige Thermalwasser wird unterhalb des Berges Wysoki Wierch aus einem 2600 m tiefen Bohrloch gefördert. Das Thermalwasser wird aufgrund seines Mineralgehalts (Kalium, Kalk, Chlor, Schwefel, Magnesium und Chrom) zu medizinischen Zwecken genutzt, insbesondere auch zur Behandlung von Gelenkschmerzen, Herz- und Kreislaufsbeschwerden und zur Förderung des Metabolismus. 
Das Thermalbad hat zwölf Becken, mehrere Wasserrutschen (jeweils ca. 150 m lang), Wassermassagen sowie zwölf Saunen. Zum Thermalbad gehört auch das Luxushotel Bukovina Terma Hotel SPA mit 152 Zimmern und 437 Betten.